# Peggy Cass
Mary Margaret " Peggy " Cass (21 de mayo de 1924-8 de marzo de 1999) fue una actriz, comediante, panelista de programas de juegos y locutora estadounidense.
Fue nominada a un Premio Oscar a la Mejor Actriz de Reparto y a un Globo de Oro a la Mejor Actriz de Reparto -por su actuación en la película de Auntie Mame de 1958.

## Trayectoria
Cass hizo su debut en Broadway en 1949 con la obra Touch and Go . Recordada hoy principalmente como panelista regular en To Tell the Truth de larga duración , interpretó a Agnes Gooch en Auntie Mame en Broadway y en la versión cinematográfica (1958), un papel por el que ganó el Premio Tony a la Mejor Actriz de Reparto, y Más tarde recibió una nominación al Oscar a la Mejor Actriz de Reparto.

## Filmografía
| Año  | Título                                | Rol           | Notas         |
| ---- | ------------------------------------- | ------------- | ------------- |
| 1952 | The Marrying Kind                     | Emily Bundy   | No acreditada |
| 1958 | Auntie Mame                           | Agnes Gooch   |               |
| 1961 | Gidget Goes Hawaiian                  | Mitzi Stewart |               |
| 1969 | If It's Tuesday, This Must Be Belgium | Edna Ferguson |               |
| 1969 | Age of Consent                        | His Wife      |               |
| 1970 | Paddy                                 | Irenee        |               |

## Premios y nominaciones
- Premios
  - 1957 Premio Tony, Mejor actriz destacada en una obra - Agnes Gooch en Auntie Mame
  - 1957 Theatre World Award - Agnes Gooch en Auntie Mame
- nominaciones
  - 1958 Premio de la Academia a la Mejor Actriz de Reparto - Agnes Gooch en Auntie Mame
- +1958 Premio Globo de Oro a la Mejor Actriz de Reparto - Película - Agnes Gooch en Auntie Mame